# 段永
段永（503年—570年8月3日），字永宾，辽东郡石城县（今辽宁省建昌县）人，北魏、西魏、北周官员。

## 生平
段永是西晋幽州刺史段匹䃅的后裔，曾祖段愄在北魏担任黄龙镇镇将，因此迁徙到高陆县的河阳。
段永从小有志向操守，被同乡所称赞。北魏正光末年，六镇扰乱，段永携带老幼，前往中山郡避难。正光五年（524年），段永前往洛阳，以殿中将军为起家官。孝昌三年（527年），段永加龙骧将军，永安三年（530年），段永出任平东将军、大都督，因为参与拥立魏孝庄帝，封仓泉县开国男，食邑一百户。同年，南梁进攻淮北地区，段永率领部队前往策应，一月三捷。普泰元年（531年））二月，青州人崔祖螭举兵反叛，段永将他讨伐平定，封沃阳县开国伯，食邑五百户，又进爵为侯。永熙元年（532年），段永出任使持节、车骑大将军、左光禄大夫，魏孝武帝元修特意征召段永出任阁内大都督。当时有盗贼首领元伯生率领数百骑兵，西自崤山、潼关，东至巩县、洛邑，攻陷坞壁后展开屠杀，成为该地区的祸患。魏孝武帝派京畿大都督娄昭前往讨伐，娄昭请求率领五千军队前往。段永进言说：“这个贼人没有城池营寨，只靠着抢劫财物供给，安定时就如同蚂蚁聚集，窘急时就作惊鸟飞散，攻取在于迅速，不在于人多。如果星驰电掣，出其不备，发动五百精锐骑兵，就可以将他们歼灭。如果征集军队再去，他们必然远远逃窜，虽然有大队人马，也没有用处。”魏孝武帝赞同段永的计策，于是命令段永代替娄昭，率领五百骑兵讨伐。段永侦查到贼寇所在的地方，倍道兼进，将他们击败平定。朝廷赞赏段永的谋略，百姓对段永除掉祸害非常高兴。
永熙三年（534年），魏孝武帝西迁关中，段永当时来不及跟从。大统初年，段永和兄弟们密谋投奔西魏。段永与都督赵业等人杀死西中郎将慕容显和，将首级送往西魏朝廷，段永因功别封昌平县开国子，食邑三百户，出任使持节、都督、北徐州刺史。段永随从宇文泰擒获窦泰、收复弘农，参与沙苑之战，都有战功。河桥之战，段永力战先登，增加食邑八百户，总计二千户，进爵为沃阳县开国公，出任南汾州诸军事、南汾州刺史。大统十四年（548年），段永增加食邑三百户，转任大都督，同年升任车骑大将军、仪同三司，加散骑常侍。大统十六年（550年），段永升任骠骑大将军、开府仪同三司，加侍中，很快出任恒州诸军事，恒州刺史。当时朝中的权贵很多是段部的人，他们拜见段永的时候，冠盖塞满道路，当时的人都认为段永很荣耀。段永又升任云州刺史。魏恭帝元年（554年），段永获赐姓尔绵氏，增加食邑一千户，进爵为广城郡开国公，很快出任文州诸军事、文州刺史。武成二年（560年），周明帝宇文毓诏令段永出任都督瓜州诸军事、瓜州刺史。保定二年（562年），段永回朝出任工部大夫，很快升任军司马。保定四年（564年），段永增加食邑三百户，总计三千九百户，同年出任使持节、大将军、都督、治左八军总管军事。
段永在朝廷内外历任职务，所在之处都很有声誉，他轻视钱财重视读书人，朝野因此敬重他。天和二年（567年），段永以本官兼领小司寇，不久出任左厢第三军总管，率领军队出北路训练，患上疾病。天和五年六月十六日（570年8月3日），段永在贺葛城去世，虚岁六十八。九月二十三日（570年11月6日），段永的棺木回到长安，周武帝宇文邕亲自前往吊丧，诏令使持节、车骑大将军、仪同三司贺拔轨监护丧事，又派遣使持节、车骑大将军、仪同三司纥豆陵亮以册书给段永追加封赐使持节、柱国大将军、同华宜敷丹五州诸军事、同州刺史，谥号恭公。同年十一月五日（570年12月17日），段永葬于京城南高阳原高司里。儿子段岌继承爵位，官至仪同三司、兵部下大夫。

## 赐姓
武汉大学历史学院硕士研究生谭秋含指出，《周书》记载段永“赐姓尔绵氏”，而庾信撰《尔绵永神道碑》亦言永“本姓段”，但又称“旧胄还姓尔绵”，“还”字似乎暗示着尔绵可能为段永本姓。

## 其他
段永是一位佛教徒，曾修造尔绵寺。

## 家庭

### 曾祖
- 段愄，北魏黄龙镇镇将

### 祖父
- 段援，北魏镇西将军、冯翊郡太守[1]

### 父亲
- 段儒，北魏平东将军、持节恒燕朔三州诸军事、恒州刺史[1]

### 夫人
- 赫连氏，兖州刺史赫连悦之女，虚岁十四嫁给段永，册拜鲁城县君，晋封济阴郡君，又晋封广城国夫人，建德元年（572年）十二月去世，虚岁五十有八，建德二年（573年）正月归葬于高司里段家墓地[1]

### 子女
- 段岌，北周使持节、仪同大将军、领兵部大夫、广城郡公

### 孙女
- 段娘娘，开皇十五年与项城公世孙，王士隆之子王弘冥婚

## 延伸阅读
[在维基数据编辑]
 《周書·卷36》，出自令狐德棻《周書》
 《北史/卷067》，出自李延壽《北史》